# Monthureux-le-Sec
Monthureux-le-Sec ist eine auf 420 Metern über Meereshöhe gelegene französische Gemeinde im Département Vosges in der Region Grand Est (bis 2015 Lothringen). Sie gehört zum Kanton Vittel im Arrondissement Neufchâteau. Sie grenzt im Norden an Haréville und Remoncourt, im Osten an Esley, im Südosten an Senonges, im Südwesten an Thuillières und im Nordwesten an Valleroy-le-Sec. Die Bewohner nennen sich Monthécursiens.

## Bevölkerungsentwicklung
| Jahr      | 1962 | 1968 | 1975 | 1982 | 1990 | 1999 | 2008 | 2019 |
| --------- | ---- | ---- | ---- | ---- | ---- | ---- | ---- | ---- |
| Einwohner | 207  | 183  | 170  | 196  | 177  | 168  | 160  | 159  |

## Sehenswürdigkeiten

Kirche Saint-Martin

- Kirche Saint-Martin